# Sassie Island
Sassie Island är en ö i Torres sund i Australien. Den ligger i delstaten Queensland, omkring 2 200 kilometer nordväst om delstatshuvudstaden Brisbane. Arean är 11,1 kvadratkilometer. I öster övergår ön i ett korallrev, Sassie Reef. Den sträcker sig 4,4 kilometer i nord-sydlig riktning, och 4,7 kilometer i öst-västlig riktning.
Genomsnittlig årsnederbörd är 1 749 millimeter. Den regnigaste månaden är januari, med i genomsnitt 407 mm nederbörd, och den torraste är september, med 7 mm nederbörd.